# La lletera
La lletera (Het melkmeisje o De melkmeid en neerlandès) és un oli sobre tela de Johannes Vermeer pintat entre 1658 i 1660 i considerat una de les seves obres mestres. El quadre està exposat al Rijksmuseum d'Amsterdam.

## Descripció
Representa una dona abocant llet en un bol. L'interès del quadre ve de la preocupació del detall i de la difusió de la llum. Les dimensions de la tela són de 45,4 × 41 cm.
Amb concentració silenciosa una dona aboca llet en un bol. Sosté la gerra amb les dues mans. Al voltant seu hi ha diversos objectes: un pa de pagès, una gerra de gres, una cistella i una galleda de llautó. La dona està dreta prop de la finestra i així té prou llum per veure el que està fent. La llum li cau a les mans; la seva silueta és fosca contra la paret blanca.

## Anàlisi
En comparació amb les pintures d'interior preferides per l'artista, aquesta representa un canvi: aquí es mostra una casa de condició humil. A Vermeer li va agradar posar-se a prova amb materials més senzills. És tal la precisió amb què reprodueix la superfície tacada i irregular de la paret o la tosca carcassa de la finestra, que alguns crítics han suggerit l'ús d'una càmera obscura.
Però l'element més sorprenent és el mestratge en el joc de llums i ombres. Pocs artistes podien competir amb Vermeer a l'hora de reproduir els mínims matisos d'ombra a la paret, o en plasmar la resplendor dels rajos de sol sobre els objectes de la paret i la taula.
És una de les peces en què Johannes Vermeer estableix una atmosfera més intensament íntima. Encara que l'artista observa la seva model des de prop, ella continua amb el seu treball, sense pertorbar-se.

## Història
És sens dubte un dels quadres més famosos de Vermeer. Ja des de molt aviat fou un quadre especialment valorat, com ho demostra el preu relativament elevat d'aquesta petita tela (175 florins) quan es va vendre el llegat de Vermeer l'any 1696. Els anys següents passa per diverses mans, sempre a Amsterdam. El 1701 és venut per Isaac Rooleeuw per 320 florins. El 1719 el ven Jacob van Hoeck, per només 126 florins. El 1765 Pieter Lender el ven a un lord anglès per 560 florins. Seguint a Amsterdam, el 1768 es ven per 925 florins a Van Diemen. El 1798 és venut per 1.550 florins per Jan Jacob de Bruyn a J. Spaan. El 1813, el compra Lucretia Johanna van Winter per 2.125 florins. El 1822, aquesta dama contrau matrimoni amb Hendrik Six. El quadre pertany a la col·lecció Six fins que l'any 1907 el compra el Rijksmuseum.